# برند فورشتر
برند فورشتر (به آلمانی: Bernd Förster) بازیکن فوتبال و مدافع اهل آلمان است که در سال ۱۹۷۹ میلادی عضو تیم ملی فوتبال آلمان شد. وی در ۳۳ بازی ملی حضور داشت و آخرین بازی ملی خود را در سال ۱۹۸۴ میلادی انجام داد. برند فورشتر در بازی‌های ملی‌اش گلی به ثمر نرساند.
وی سابقه حضور در باشگاه فوتبال اشتوتگارت را در کارنامه خود دارد.

## افتخارات

### باشگاهی
بایرن مونیخ
- لیگ قهرمانان اروپا: ۷۵-۱۹۷۴, ۷۶-۱۹۷۵
- جام بین قاره‌ای فوتبال: ۱۹۷۶

اشتوگارت
- بوندس‌لیگا: ۸۴-۱۹۸۳
- جام حذفی فوتبال آلمان: ۸۶-۱۹۸۵

### بین‌المللی
آلمان غربی
- جام ملت‌های اروپا: ۱۹۸۰
- جام جهانی فوتبال: ۱۹۸۲